# 王震故居
王震故居位于中华人民共和国湖南省浏阳市北盛镇马战村，始建于清朝末年，坐南朝北，砖木结构建筑。列入第九批湖南省文物保护单位，编号307，分类号17。

## 沿革
1908年，王震出生于此。
1940年代，王震故居因洪水被冲毁。
2007年，专家对王震故居进行挖掘，恢复了故居原貌。
2008年，长沙市将王震故居列为长沙市级文物保护单位、爱国主义教育基地。同年，故居对外开放。

## 门票
- 15元人民币每人